# وتمضي الأيام (فلم)
وتمضي الأيام هو فيلم مصري عرض عام 1980، من بطولة فريد شوقي وناهد شريف، وإخراج أحمد السبعاوي.

## قصة الفيلم
يعيش عبد القادر مع زوجته عديلة حياة سعيدة، تتزوج ابنته مديحة من عادل الذي يعمل في إحدى البلاد العربية، تقيم مديحة في القاهرة بعيدا عن زوجها، ويتزوج ابنه المهندس شكري من ابنة خالته خديجة، وهي فتاة غير متعلمة، يوافق شكري على هذه الزيجة تحت ضغط من والده رغم حبه للدكتورة راوية والتي تبادله نفس الحب، تحاول راوية إيقاع الأب عبد القادر في حبها رغبة في الانتقام منه حيث أنه لم يوافق على زواجها من ابنه شكري، يقع عبد القادر في حب راوية التي تجعله يتخلى عن بيته ولا يجد مفراً من أن يطلب راوية للزواج، لكن راوية تخبر عبد القادر أن مسألة حبها له لم تكن سوى لعبة وأنها لن تتزوجه لا هو ولا ابنه شكري، يعود عبد القادر إلى بيته منكسراً فيجد أن زوجته عديلة قررت الرحيل فيعتذر لها و تقبل اعتذاره ، وأن خديجه تركت منزل شكري بعد أن عرفت زيف مشاعره وأنه لا يحبها، أما الابنة مديحة والتي كانت مطمع الكثير من زملائها تقرر السفر لزوجها كي تعيش معه هناك.

## طاقم التمثيل
- فريد شوقي: (عبد القادر)
- ناهد شريف: (راوية / ابتسام)
- محمد العربي: (شكري)
- كريمة مختار: (عديلة)
- فردوس عبد الحميد: (خديجة)
- هناء ثروت: (مديحة)
- حسين الشربيني: (كمال)
- صبري عبد العزيز: (المدير)
- علي عزب: (طلعت)
- نعيم عيسى: (حسين)
- منى عبد الله

## فريق العمل
- إخراج: أحمد السبعاوي
- تأليف: فيصل ندا
- مدير التصوير: عادل عبد العظيم
- مونتاج: فكري رستم
- موسيقى تصويرية: ميشيل المصري
- إنتاج: الشرق الأوسط للإنتاج السينمائي (عبد الحكيم أحمد)
- توزيع: الشرق الأوسط للإنتاج السينمائي